# (546074) 2011 YW80
(546074) 2011 YW80 ist ein Asteroid des äußeren Hauptgürtels, der am 24. November 2006 im Rahmen des Mount Lemmon Survey am Mount-Lemmon-Observatorium ungefähr 17 Kilometer nordöstlich von Tucson in Arizona/Vereinigte Staaten (IAU-Code G96) entdeckt wurde.